# Liste de lacs du monde
Liste de lacs, non exhaustive, ordonnée par continent :

## Afrique

### Lacs partagés entre plusieurs pays
- Lac Albert (anciennement Lac Mobuto-Sese-Seko ; République démocratique du Congo, Ouganda)
- Lac Tchad (1 500 km² en 2000, 26 000 km² en 1960 ; Cameroun, Niger, Nigeria, Tchad)
- Lac Édouard (République démocratique du Congo, Ouganda)
- Lac Kariba (Zambie, Zimbabwe)
- Lac Kivu (République démocratique du Congo, Rwanda)
- Lac Moero (République démocratique du Congo, Zambie)
- Lac Malawi (anciennement lac Nyassa ; Mozambique, Malawi, Tanzanie)
- Lac Nasser (Égypte, Soudan)
- Lac Tanganyika (Burundi, République démocratique du Congo, Tanzanie, Zambie)
- Lac Victoria (Kenya, Ouganda, Tanzanie)

### Algérie
- Lac de Fetzara
- Lac Halloula
- Lac de Réghaïa
- Lac de Sidi Mohamed Benali
- Lac Tonga (Parc national d'El-Kala)
- Lac Oubeira [1]
- Chott Melghir (Chott Melrhir)
- Chott El Hodna (Chott el Hodna)
- Chott Merouane (Chott Merouane)
- Chott Chergui (Chott ech Chergui)
- Chott Tinsilt (Chott Tinsilt)
- Zahrez Ech-Chergui  (Had Sahary)
- Sabkhat Guerah Et Tarf
- Sebkha de Tindouf [2]
- Sebkhet Bazer El Sakhra
- Sebkhet El Hamiet [3]
- Sebkha Sokhna :
- Sebkhet Ez Zermoul
- Sebkhet Djendil
- Chott Guerrah El Guellif
- Chott Garaet El Ank
- Sebkha d'Oran
- Salines d’Arzew
- Chott Zabahir
- Chott Zhithif
- Chott Aslouj
- Chott Kralia
- Sebkhet El Melah
- Chott Beïda (ceb)
- Chott El Frain (Chott_el_Fraïn)

### 

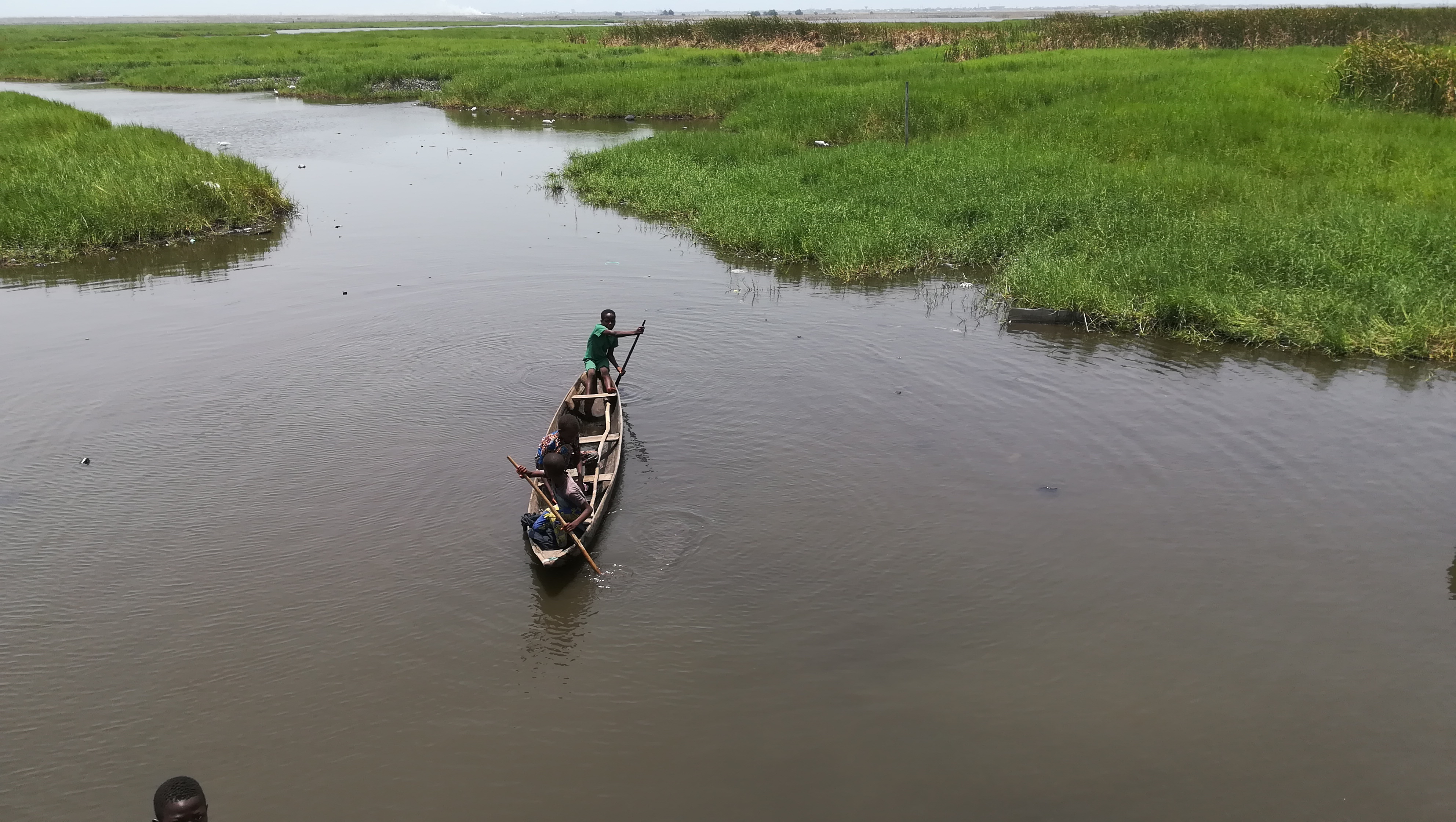
Des enfants se déplacent sur le lac Nokoué dans le village lacustre "Ganvié"

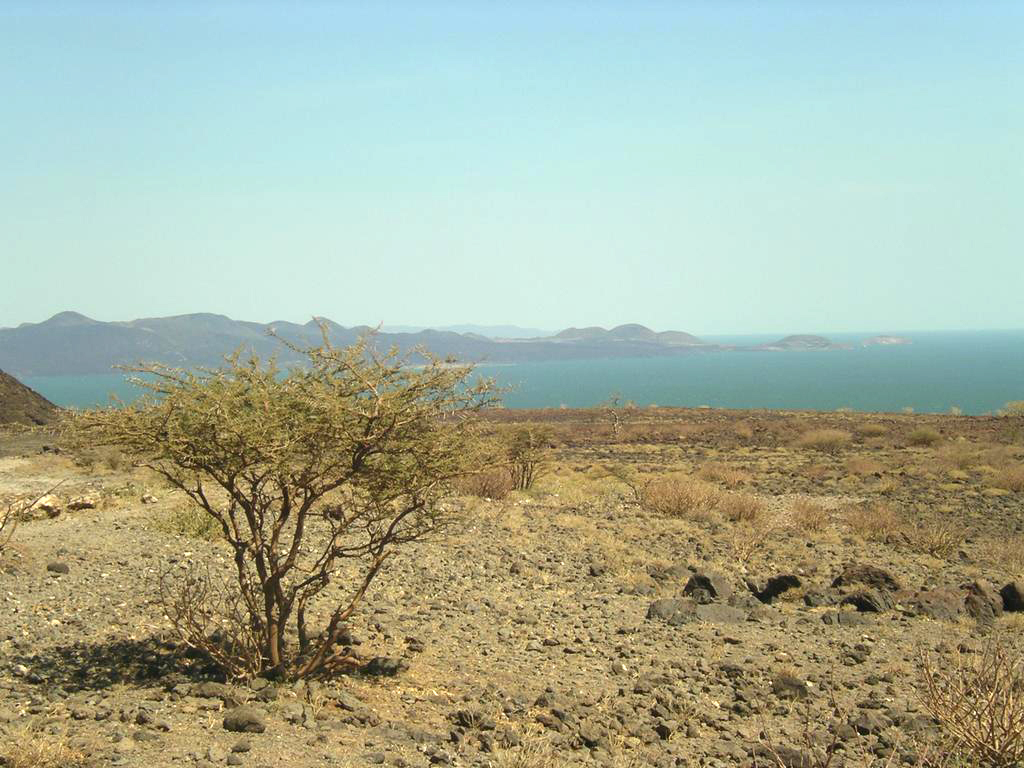
Le lac Turkana.

### Bénin
- Lac Nokoué
- Lac Toho

### Comores
- Lac Niamawi

### République du Congo
- Lac Cayo

- Lac Télé
- Lac Nanga
- Pool Malebo

### République démocratique du Congo
- Lac Kabele
- Lac Kabwe
- Lac Kalambue
- Lac Kamba
- Lac Kisale
- Lac Lukenga
- Lac Lunda
- Lac Mai-Ndombe
- Lac Mulenda
- Lac Nzilo
- Lac Unia
- Lac Upemba
- Lac Tshangalele
- Lac Tumba (Lac Ntomba)
- Lac Zimpambo

### Égypte
- Lac Mareotis
- Lac Bardawil

### Éthiopie
- Lac Abaya
- Lac Chamo
- Lac Chew Bahir (Lac Stefanie)
- Lac Shala
- Lac Tana
- Lac Ziway
- Gaet'ale

### Ghana
- Lac Volta

### Kenya
- Lac Baringo
- Lac Bogoria
- Lac Elmenteita
- lac Kanyaboli
- Lac Magadi
- Lac Naivasha
- Lac Nakuru
- Lac Turkana (ex-Lac Rodolphe)
- lac Victoria

### Mali
- Lac Débo

### Malawi
- Lac Chilwa

### Maroc
- Aguelmame Aziza
- Aguelmame Sidi Ali
- Lac Ouiouane
- Lac Afennourir
- Lac Tiguelmamine
- Lac Daït Iffer
- Lac Daït Aoua
- Lac Daït Afourgah
- Lac Daït Iffer
- Aguelmame Abakhane

### Mozambique
- Cabora Bassa

### Nigeria
- Lac de Kainji

### Ouganda
- Lac Bisina
- Lac George
- Lac Kyoga
- Lac Kwania

### Sénégal
- Lac Debo
- Lac de Guiers
- Lac Rose

### Tanzanie
- Lac Burigi
- Lac Eyasi
- Lac Ikimba
- Lac Jipe
- Lac Kitangiri
- Lac Manyara
- Lac Mdutu
- Lac Natron
- Réservoir Nyumba ya Mumgu
- Lac Rukwa
- Lac Sagara

### Tchad
- Lac Fitri
- Lac Iro

### Tunisie
- Chott el-Jérid
- Chott el-Gharsa
- Chott el-Fejaj

### Zambie
- Lac Mweru Wantipa
- Lac Bangwelo

## Amériques

### Lacs partagés entre plusieurs pays
- Lac Champlain (Canada, États-Unis)
- Lac Érié (Canada, États-Unis)
- Lac Huron (Canada, États-Unis)
- Lac Ontario (Canada, États-Unis)
- Lac Sainte-Claire (Canada, États-Unis)
- Lac Supérieur (Canada, États-Unis)
- Lac des Bois (Canada, États-Unis)
- Lac Titicaca (8 300 km² ; Bolivie, Pérou)

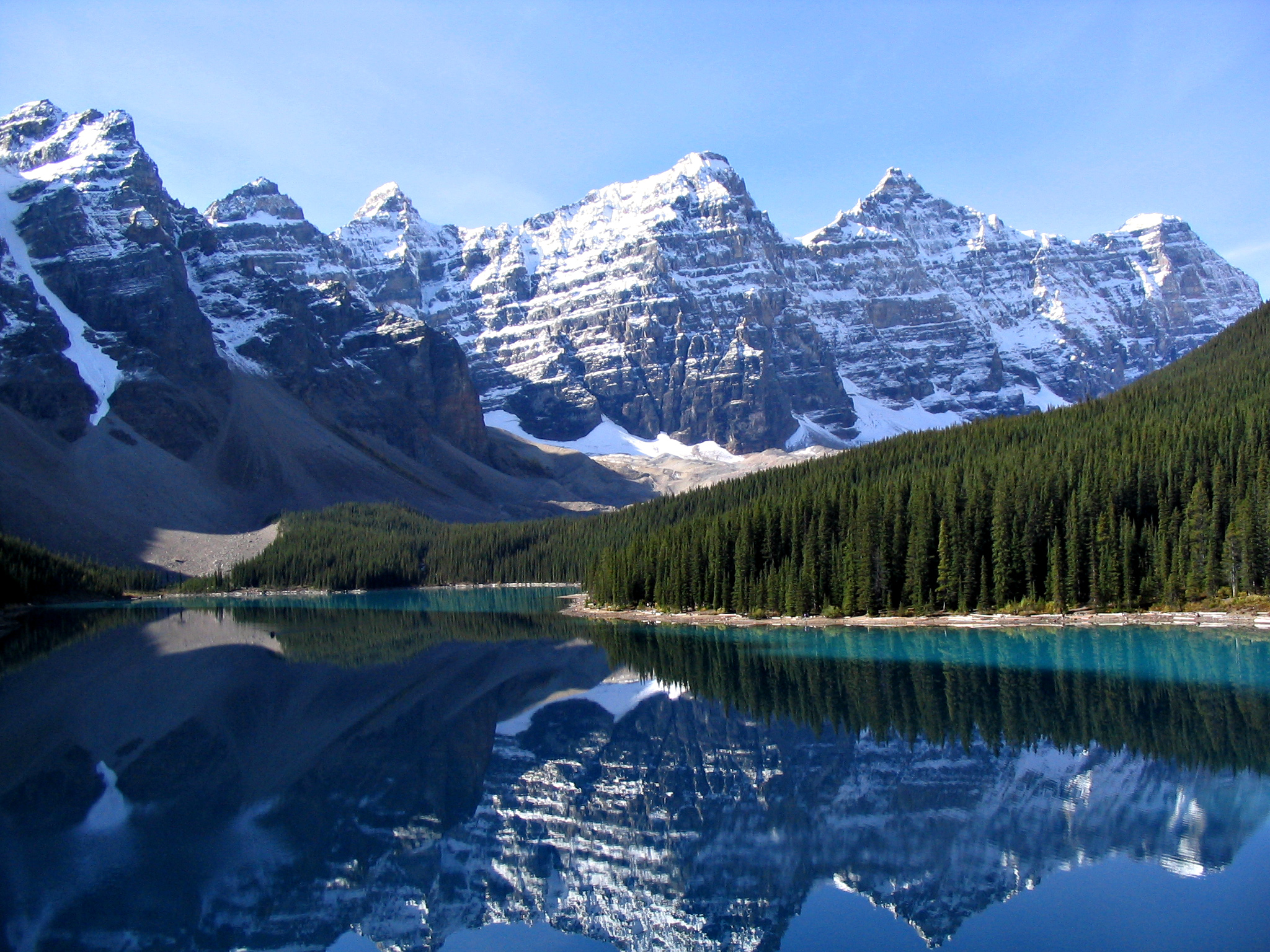
Le lac Moraine.

### Brésil
- Lagoa da Conceição
- Lagoa dos Patos
- Lagoa do Peri

### Canada
- Lac Abitibi
- Lac Athabasca
- Lac Berg
- Grand lac de l'Ours
- Grand lac des Esclaves
- Lac Louise
- Réservoir Manicouagan
- Lac Manitoba
- Lac Moraine
- Lac Nipigon
- Lac des Rennes
- Lac Saint-Jean
- Lac Saint-Louis
- Réservoir Smallwood
- Lac Simcoe
- Lac Winnipeg
- Lac Winnipegosis
- Réservoir Baskatong

### Costa Rica
- Lac Arenal

### États-Unis
- Lac Alice
- Lac Beaver
- Lac Bemidji
- Lac Caddo
- Canandaigua Lake
- Cass Lake
- Cayuga Lake
- Chargoggagoggmanchauggagoggchaubunagungamaugg (nom officiel : Lac Chaubunagungamaug)
- Lac Chelan
- Lac Crater
- Lac Detroit
- Grand Lac Salé
- Henrys Lake
- Humboldt Sink
- Indian Lake (Ohio)
- Lac George
- Lac Hopatcong
- Lac Itasca
- Lac Keuka
- Lac Kickapoo
- Lacamas Lake
- Lac Mead
- Lac Michigan
- Lac Mono
- Moosehead Lake
- Lac Neall
- East Okoboji Lake
- West Okoboji Lake
- Lac Pontchartrain
- Portage Lake
- Lac Reymann
- Salton Sea
- Lac Sammamish
- Seneca Lake
- Lac Spirit
- Lac Tahoe (506 km²)
- Town Lake
- Lac Townsley
- Lac Travis
- Tug Lake
- Lac Utah
- Lac Washington
- Lac Winnipesaukee
- Lac Winnebago

### Guatemala
- Lac Atitlán
- Lac Chichoj

### Mexique
- Lac de Chapala
- Lac de Montebello
- Lac de Zempoala
- Lac de Chacagua
- Lac de Bacalar
- Lac de San Ignacio
- Lac de Mecoacan
- Lac de Potosi

### Nicaragua
- Lac Acahualinca
- Lac Apanás
- Lac Apoyo
- Lac d'Asososca
- Lac de Managua
- Lac Masaya
- Lac Nicaragua
- Lac de Tiscapa
- Lac de Tisma
- Lac Nejapa

### Venezuela
- Lac Guri
- Lac Maracaibo

## Antarctique
- Lac des Truites
- Lac Supérieur
- Lac Vanda
- Lac Vida
- Lac Vostok

## Asie

### Lacs partagés entre plusieurs pays
- Mer d'Aral (Kazakhstan, Ouzbékistan)
- Mer Caspienne (partiellement en Europe; Azerbaïdjan, Iran, Kazakhstan, Russie, Turkménistan)
- Mer Morte (Israël, Palestine (Cisjordanie), Jordanie)
- Pangong Tso (Chine et Inde)

### Arménie
- Lac Akna
- Lac Arpi
- Lac Erevanian
- Lac Kari
- Lac Lessing
- Lac Parz
- Lac Sev
- Lac Sevan
- Réservoir Spandaryan

### Birmanie
- Lac Inlé

### Cambodge
- Lac Tonlé Sap

### République populaire de Chine

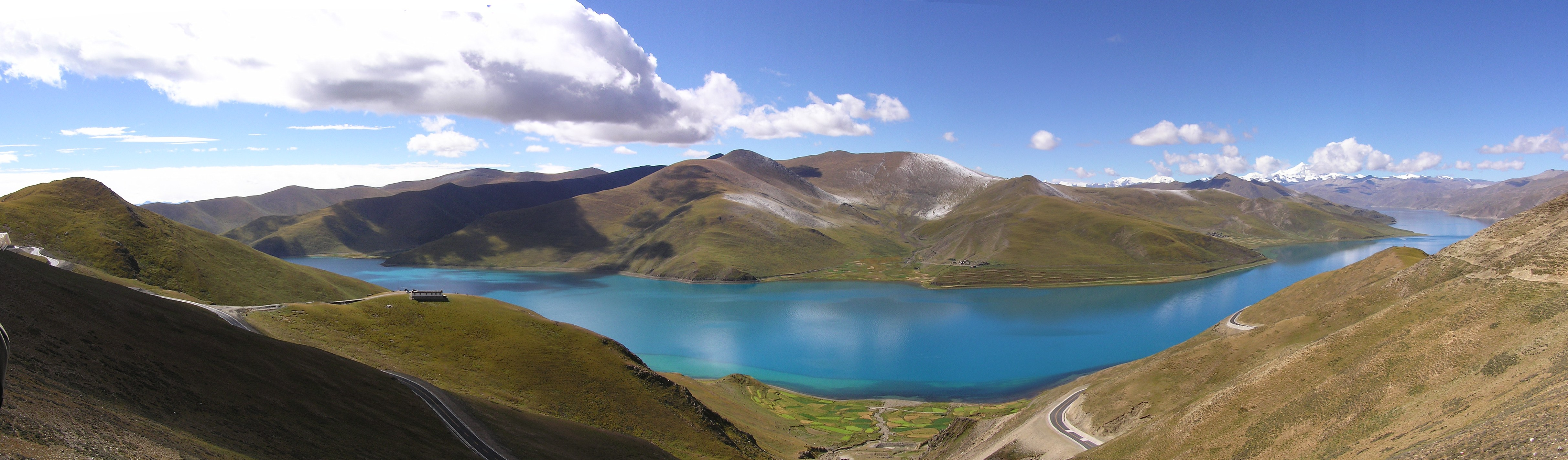
Yamdrok-Tso vu du col de Gamta (Friendship highway de Lhassa vers Gyantse avant de terminer à Katmandou).

- Hulun (ou Kulun, Dalai/Dalaï Nuur)
- Lac Daze Co
- Lac de l'ouest
- Lac Dian
- Lac Dongting (1er grand lac d'eau douce de Chine, superficie ~4200 km²)
- Lac Hongze
- Lac Kanas
- Lac Manasarovar (ou Mapam Yumco)
- Lac Namtso (ou Lac Nam Co)
- Lac Poyang (2e grand lac d'eau douce de Chine, superficie ~3500 km²)
- Lac Qinghai (ou Lac Qhinghai, 1er grand lac  salé de Chine, superficie ~4300  km²)
- Lac Tianchi
- Lac Ulungur
- Lac Yamdrok-Tso
- Lhamo-Latso
- Sengli
- Tai Hu (ou Lac Tai, 3e grand lac d'eau douce de Chine, superficie ~2420 km²)

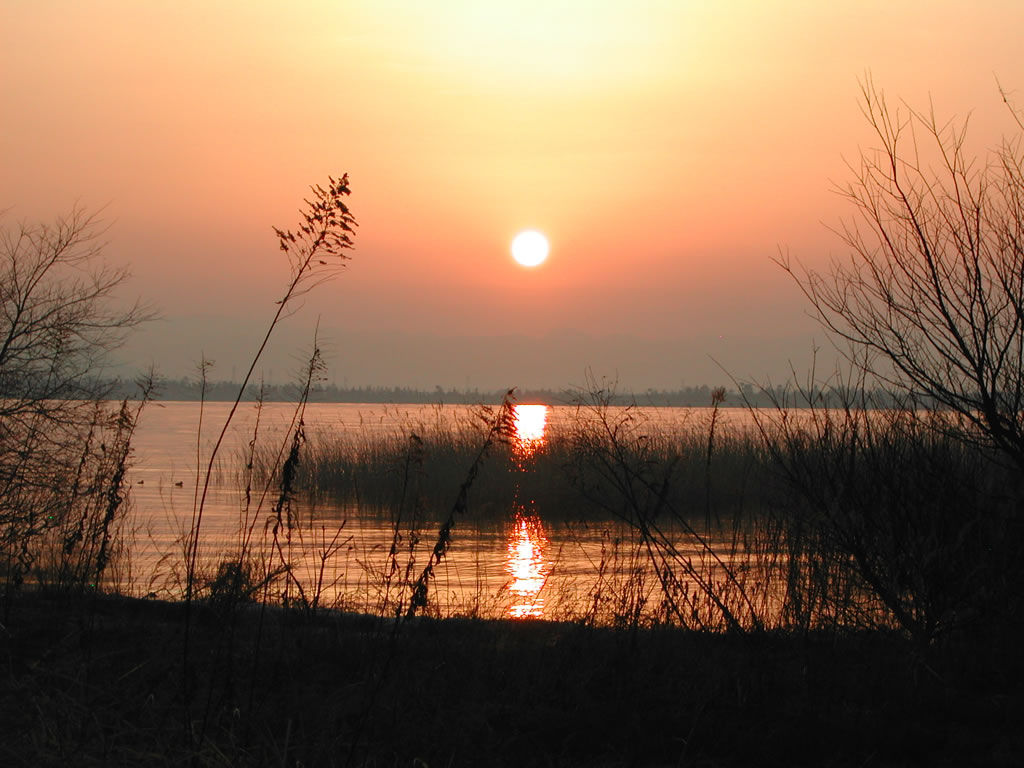
Lever de soleil sur le lac Biwa.

### Indonésie
- Lac Toba (sur l'île de Sumatra)

### Iran
- Lac Neor
- Lac d'Ourmia
- Lac de Bakhtegan

### Israël
- Lac de Tibériade

### Japon
- Lac Biwa
- Lac Inawashiro
- Lac Suwa
- Lac Tega
- Lac Towada
- Lac Tazawa

### Kazakhstan
- Lac Balkhach
- Lac Markakol
- Lac Zaysan

### Kirghizistan
- Ysyk Köl

### Népal
- Lac Imja
- Lac Phewa
- Lac Phoksundo
- Lac Rara
- Lac Tilicho

### Turquie
- Lac Abant
- Lac Aci
- Lac Adiguzel (Barrage)
- Lac Ak
- Lac Akdogan
- Lac Aksehir
- Lac Aktas
- Lac Akyatan
- Lac Akyayan
- Lac Altinkaya (Barrage)
- Lac Arin
- Lac Arpatçay (Barrage)
- Lac Aslantas (Barrage)
- Lac Atatürk (Barrage)
- Lac Avlan
- Lac Bafa
- Lac Balik
- Lac Beysehir
- Lac Bolluk
- Lac Burdur
- Lac Büyük Cekmece
- Lac Cavuscu
- Lac Cildir
- Lac Cöl
- Lac Demirköprü (Barrage)
- Lac Deniz
- Lac Dil
- Lac Duru
- Lac Eber
- Lac Egirdir
- Lac Ercek
- Lac Eymir
- Lac Gaga
- Lac Gölcük
- Lac Haçli
- Lac Hazar
- Lac Hirfanli (Barrage)
- Lac isikli
- Lac Iznik
- Lac Kamil Abdus
- Lac Karacaören (Barrage)
- Lac karagöl
- Lac Karakaya (Barrage)
- Lac Karakiz
- Lac Karatas
- Lac Keban (Barrage)
- Lac Kestel
- Lac Kilickaya (Barrage)
- Lac Kizilcan
- Lac Kizören
- Lac Kovada
- Lac Köycegiz
- Lac Kucukçekmece
- Lac Ladik
- Lac Manyas
- Lac Marmara
- Lac Meke
- Lac Menzelet (Barrage)
- Lac Mogan
- Lac Narli
- Lac Nazik
- Lac Nemrut
- Lac Palas Tuzla
- Lac Salda
- Lac sapanca
- Lac Sarikum
- Lac Sariyar (Barrage)
- Lac Sera
- Lac Sefye
- Lac Seyhan (Barrage)
- Lac Simenit
- Lac Tersakan
- Lac Timras
- Lac Tortum
- Lac Tuz
- Lac Uluabat
- Lac Ulu
- Lac Uzun
- Lac van
- Lac Yarisli
- Lac Yay
- Lac Zinav

## Europe

### Lacs partagés entre plusieurs pays
- Mer Caspienne (partiellement en Europe ; Azerbaïdjan, Iran, Kazakhstan, Russie, Turkménistan)
- Lac de Constance (Autriche, Allemagne, Suisse)
- Lac Léman (582 km² ; France, Suisse)
- Lac de Lugano (Italie, Suisse)
- Lac Majeur (Italie, Suisse)
- Lac de Neusiedl (Autriche, Hongrie)
- Lac d'Ohrid (Albanie, Macédoine du Nord)
- Lac Peïpous (Estonie, Russie)
- Grand lac Prespa (Albanie, Grèce, Macédoine du Nord)
- Petit lac Prespa (Albanie, Grèce)
- Lac Vištytis (Lituanie, Russie)
- Lac de Skadar (Monténégro, Albanie)

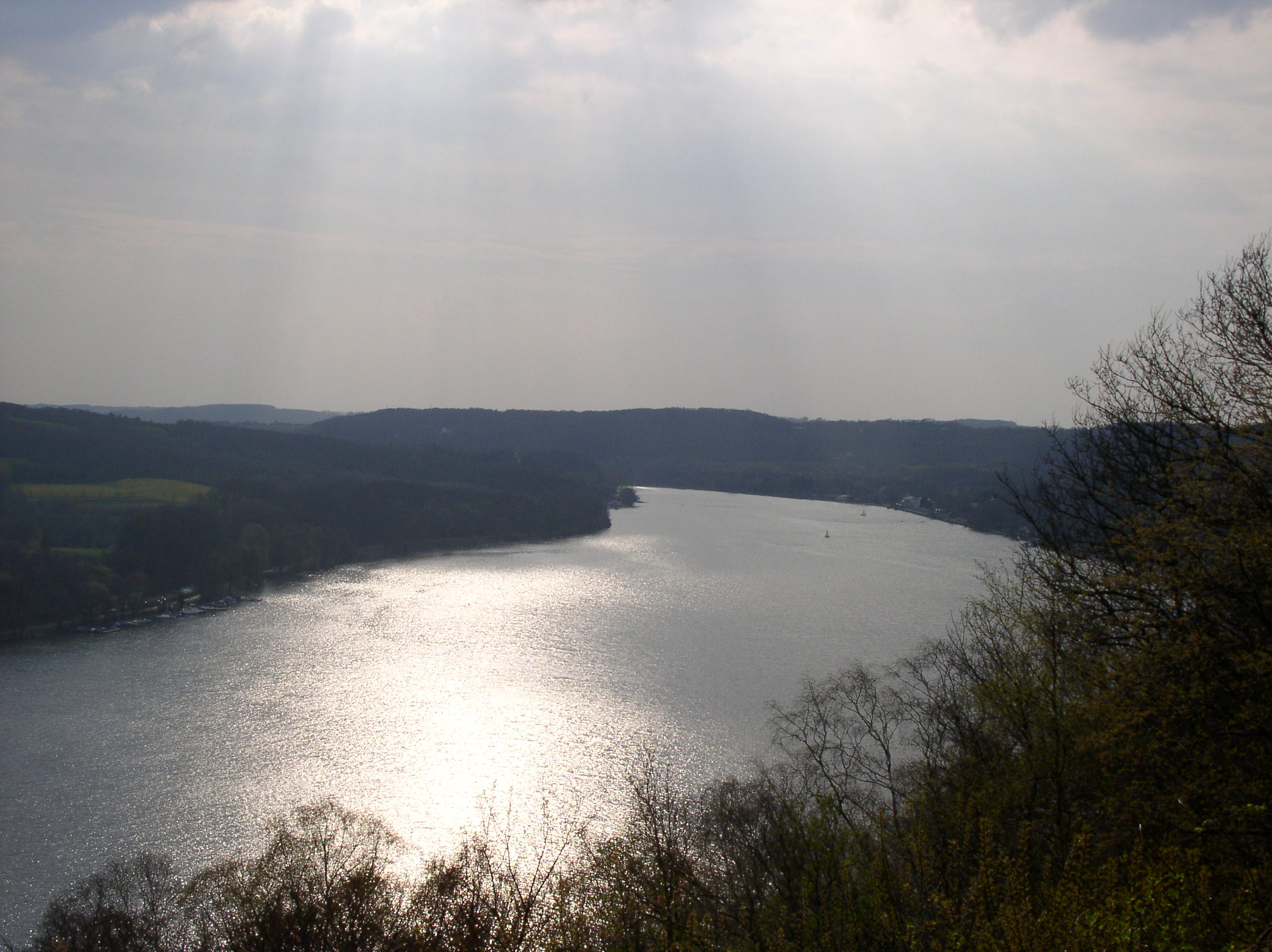
Baldeneysee.

### , et

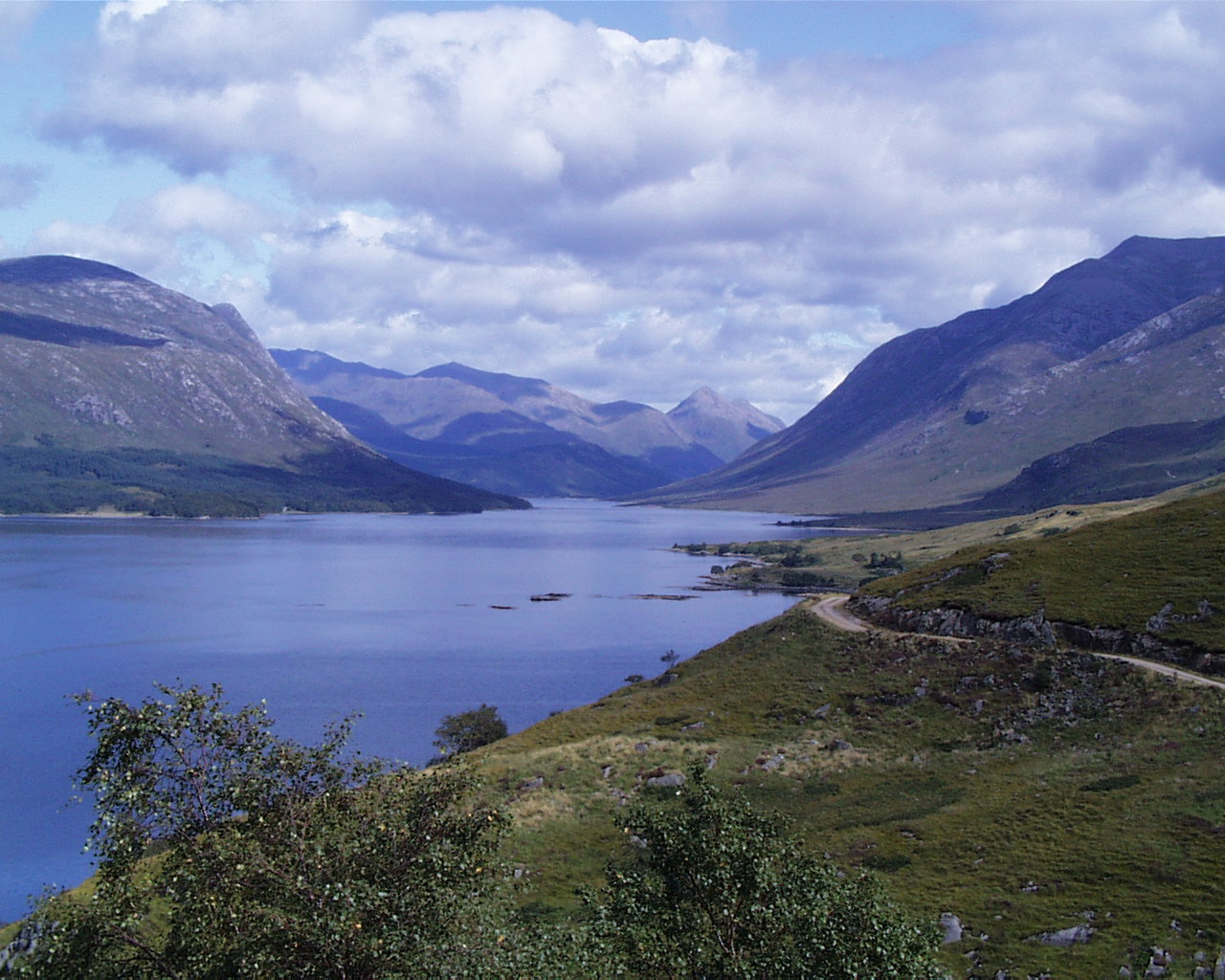
Loch Etive.

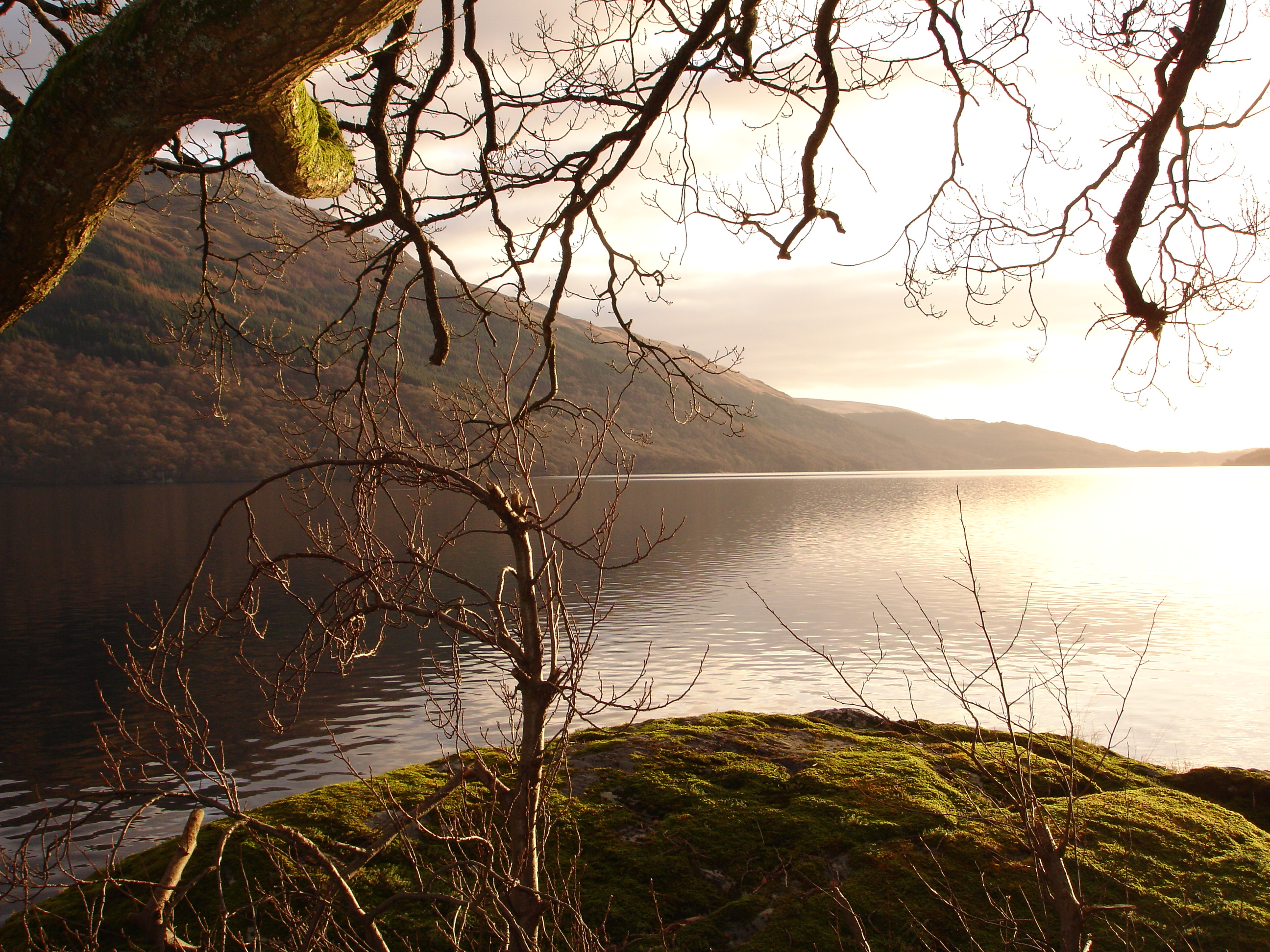
Loch Lomond.

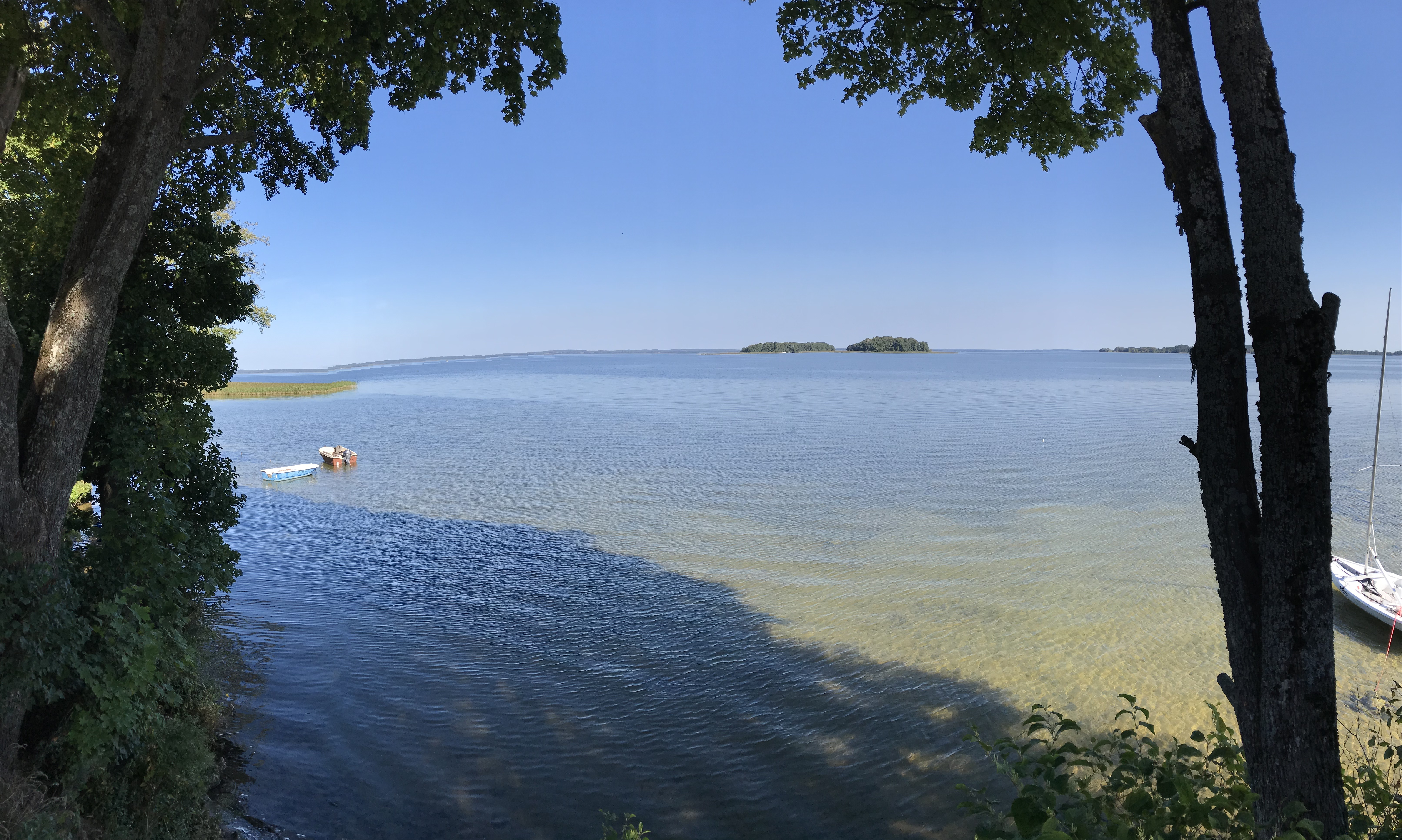
Le lac Sniardwy.

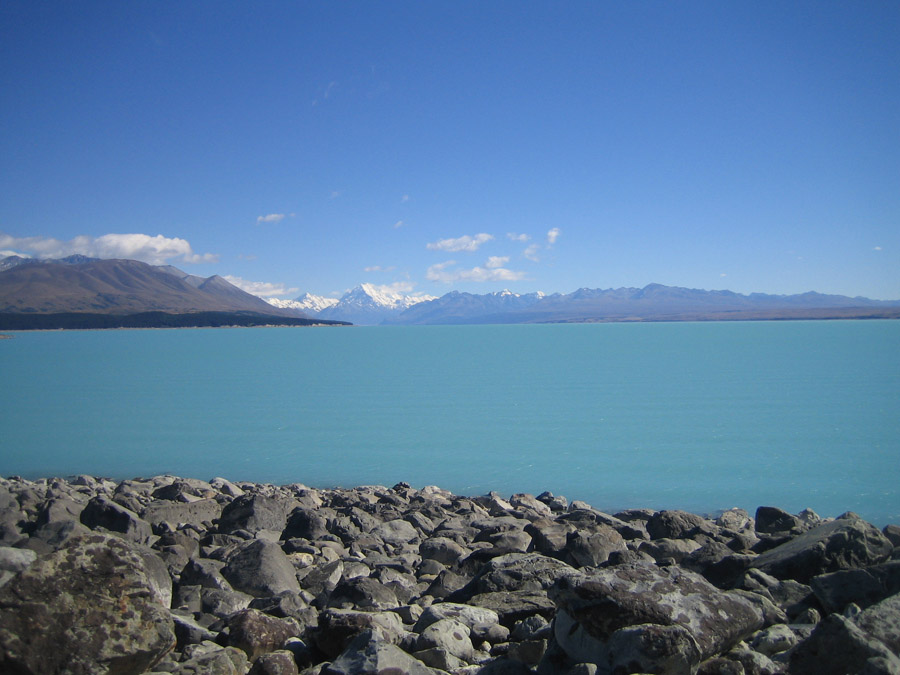
Le lac Pukaki dans l'Île du Sud.

### Albanie
- Lacs de Belsh
- Lacs de Lure
- Lac Pogradec

### Allemagne
- Ammersee
- Arendsee
- Aussenalster
- Brahmsee
- Baldeneysee
- Bederkesaer See
- Binnenalster
- Lac de Constance
- Bullensee
- Lac de Chiem (80 km²)
- Dümmer
- Fleesensee
- Gothensee
- Halterner See
- Kellersee
- Müggelsee
- Lac Müritz
- Maschsee
- Lac de retenue de l’Oder
- Pfaffenteich
- Plauer See
- Plöner See
- Lac de Scharmützel
- Schmollensee
- Lac de Schwerin
- Starnberger See
- Steinhuder Meer
- Tegeler See
- Wannsee
- Wolgastsee
- Zwischenahner Meer

### Autriche
- Achensee
- Lac Afritzer
- Almsee
- Lac Altausseer
- Attersee
- Lac de Constance
- Erlaufsee
- Faaker See
- Lac de Fuschlsee
- Gleinkersee
- Grabensee
- Lac Hallstatter
- Lac Heiterwanger
- Lac Heratinger Ibmer
- Hollerersee
- Irrsee
- Lac Keutschacher
- Lac Klopeiner
- Lac Lange Lacke
- Lac Lunzer
- Mattsee
- Lac Millstatter
- Mondsee
- Lac Neufelder
- Lac de Neusiedl
- Lac Obertrumer
- Odensee
- Odsee
- Offensee
- Ossiacher See
- Plansee
- Toplitzsee
- Traunsee
- Vorderer Gosausee
- Wallersee
- Weißensee
- Wolfgangsee
- Wörthersee
- Lac Zeller
- Zicksee

### Belgique
- Grand Large
- Lac de Bütgenbach
- Lac de Donk
- Lacs de l'Eau d'Heure
- Lac d'Eupen
- Lac de Genval
- Lac de la Gileppe
- Lac de Neufchâteau
- Lac de Nisramont
- Lac de Robertville
- Lac de Ry de Rome
- Lac de Schulens
- Lac de Virelles
- Lac de Warfaaz

### Finlande
- Lac Haukivesi
- Lac Inari
- Lac Kallavesi
- Lac Keitele
- Lac Kemijärvi
- Lac Lokka
- Lac Näsi
- Lac Oulu
- Lac Orivesi
- Päijänne
- Lac Pielinen
- Pihlajavesi
- Porttipahta
- Puruvesi
- Lac de Pyhäjärvi
- Lac Pyhä de Tampere
- Pyhäselkä
- Saimaa

### Géorgie
- Lac Kelistba

### Angleterre,ÉcosseetPays de Galles
- Bala Lac
- Lac Buttermere
- Coniston Water
- Derwentwater
- Grasmere
- Gwernan Lac
- Kielder Water
- Loch Awe/Etive
- Loch Lomond
- Loch Maree
- Loch Morar
- Loch Ness
- Loch Shin
- Loch Tay
- Tal-y-llyn
- Thirlmere
- Ullswater
- Lac Windermere

### Hongrie
- Lac Balaton

### IrlandeetIrlande du Nord
- Lough Allen
- Lough Conn
- Lough Corrib
- Lough Derg
- Lough Erne
- Lough Mask
- Lough Neagh
- Lough Oughter
- Lough Owel
- Lough Ree
- Lough Rynn

### Moldavie
- Lac Beleu
- Lac Manta
- Lac Sireți-Ghidighici

### Norvège
- Altevatnet
- Eikesdalsvatnet
- Femunden
- Hornindalsvatnet
- Krøderen
- Mjøsa
- Nilsebuvatnet
- Nordåsvatnet
- Randsfjorden
- Salvatnet
- Sognsvann
- Tinnsjå
- Tyrifjord
- Vassbygdevatnet

### Pologne
- Lac Dabskie
- Lac Mamry
- Lac Sniardwy

### Russie(partie européenne et partie asiatique)
Europe
- Lac Koyashskoye
- Lac Ladoga
- Lac Onega
- Lac Peïpous

Asie
- Lac Baïkal (31 500 km²)
- Lac Labynkyr
- Lac Nachikinskoïe
- Lac Teletskoye

### Slovénie
- Lac de Bled
- Lac Bohinj
- Lacs de Triglav

### Suède
- Bolmen
- lac de Boren (en)
- Dellen
- Finjasjön
- lac de Glan (en)
- Hjälmaren
- Hornavan
- Lac Mälar
- Roxen
- Lac Siljan
- Sommen
- Sparren
- Storsjön
- Torneträsk
- Tåkern
- Vänern
- Vättern

## Océanie

### Australie
- Lac Eyre
- Lac Dora

### Nouvelle-Zélande
Île du Nord
- Champagne Pool
- Lac du cratère Ruapehu
- Lac Rotorua
- Lac Taupo
- Lac Waikaremoana
- Lac Wairarapa

Île du Sud
- Lac Aviemore
- Lac Benmore
- Lac Brunner
- Lac Coleridge
- Lac Ellesmere
- Lac Hauroko
- Lac Hawea
- Lac Manapouri
- Lac Monowai
- Lac Ohau
- Lac Pukaki
- Lac Rotoiti
- Lac Rotoroa
- Lac Sumner
- Lac Tekapo
- Lac Waitaki
- Lac Wakatipu
- Lac Wanaka
- Lac Te Anau

## Lacs disparus
- Lac Tchad ancien (Tchad)
- Lac Agassiz (Canada, États-Unis)
- Lac Bonneville (États-Unis)
- Haarlemmermeer (Pays-Bas)
- Lac glaciaire Iroquois
- Lac Lahontan (États-Unis)
- Lob Nor (Chine)
- Lac Makgadikgadi (Botswana)
- Lac Manly (États-Unis)
- Lac Mansiyskoe (Russie)
- Lac glaciaire Missoula (États-Unis)
- Lac Passaic (États-Unis)
- Lac Texcoco (Mexique)
- Lac Tonawanda (États-Unis)
- Lac Tulare (États-Unis)
- Lac glaciaire du Wisconsin (États-Unis)